# Friedrich II Praschma

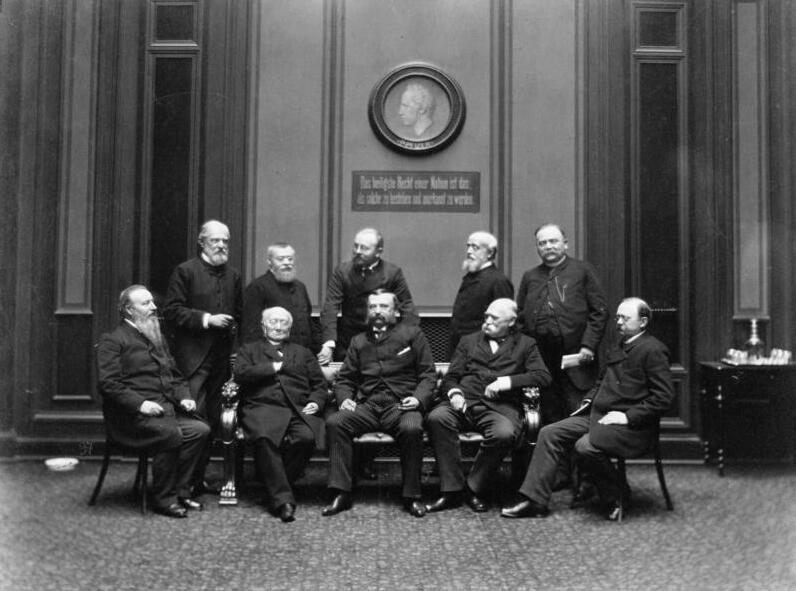
Hrabia Fryderyk von Praschma wśród członków Reichstagu

Friedrich Wilhelm Franz Nikolaus Ernst Leopold Karl Johann Nepomuk Lazarus Graf Praschma von Bilkau (ur. 20 marca 1833 na Zamku w Niemodlinie, zm. 25 grudnia 1909 tamże) – niemiecki właściciel Dóbr rycerskich, polityk, członek Niemieckiej Partii Centrum.

## Życiorys
Syn Fryderyka I i Marie Johanna von Schaffgotsch, urodzony w Niemodlinie 20 marca 1833 roku. Pan na Niemodlinie od 1860 r. Zawarł 1 września 1866 roku, w Brauna, związek małżeński z Elizabeth Stolberg-Stolberg (urodzona 28 września 1843 w Brauna, zmarła w Niemodlinie 20 maja 1918). Fryderyk II studiował w Berlinie, Bonn i Wrocławiu. W młodości dużo podróżował po Europie i Afryce Północnej. W 1861 r. został przyjęty do Zakonu Kawalerów Maltańskich. W 1867 został współzałożycielem Śląskiego Stowarzyszenia Zakonu Kawalerów Maltańskich i jego pierwszym skarbnikiem. Od 1873 r. do swej śmierci w roku 1909 był jego wieloletnim przewodniczącym.
Maltańską służbę samarytańską, pełnił na froncie wojny prusko-duńskiej w 1864 r., prusko-austriackiej w 1866 r. oraz prusko-francuskiej w roku 1870. Był aktywnym działaczem katolickiej Partii Centrum i bliskim współpracownikiem hrabiego Franza Ballestrema (1834–1910), przywódcy tej partii na Śląsku. Przeciwnik polityki kanclerza Rzeszy Ottona von Bismarcka. Po raz pierwszy w roku 1866 został deputowanym do izby niższej pruskiego parlamentu. W 1879 r. został deputowanym do parlamentu ogólno niemieckiego. Zmarł w Niemodlinie 25 grudnia 1909 roku. Jego pogrzeb, który odbył się z zachowaniem średniowiecznego ceremoniału rycerskiego, był wówczas znacznym wydarzeniem.

## Bibliografia

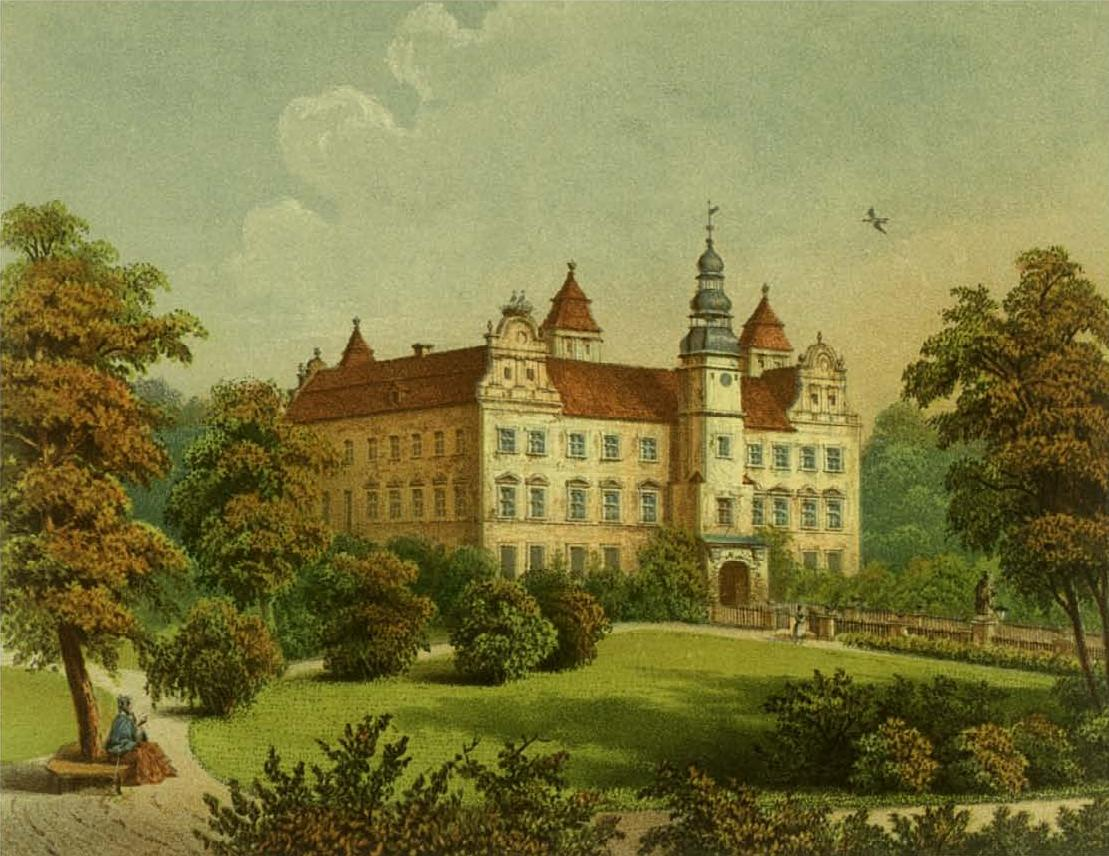
Schloss Falkenberg, Alexander Duncker